# Roßtal

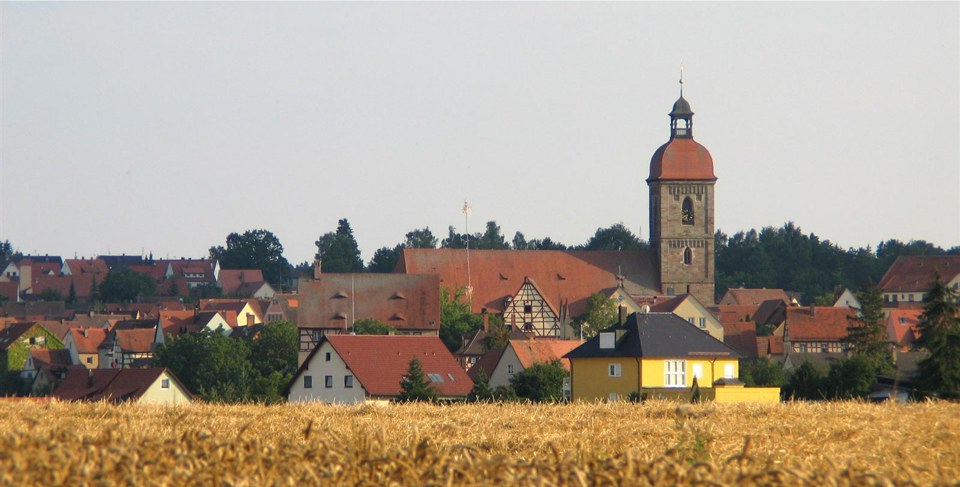
Giáo đường St. Laurentius ở Roßtal

Roßtal là một thị xã thuộc huyện Fürth, Bayern, nước Đức. Đô thị Roßtal có diện tích 44,4 km², dân số thời điểm 31 tháng 12 năm 2006 là 9953 người. 